# Крива Руда (притока Хоролу)
Крива́ Ру́да (або Рудка) —  річка в Україні, в межах Семенівського району Полтавської області. Права притока Хоролу (басейн Дніпра).

## Опис
Довжина річки 14 км, площа басейну 105 км². Річище завширшки до 2—4 м, звивисте, у верхів'ї пересихає, у пониззі невиразне, заболочене. Споруджено кілька ставів. 

## Розташування
Крива Руда бере початок на північний захід від смт Семенівки. Тече переважно на схід. Впадає до Хоролу на північний схід від села Веселий Поділ. 
На березі річки — смт Семенівка.